# Reakcja jądrowa
Reakcje jądrowe – przemiany jąder atomowych wywołane ich oddziaływaniem wzajemnym bądź też ich oddziaływaniem z cząstkami elementarnymi. W ich wyniku powstają jądra atomowe innych pierwiastków, innych izotopów tego samego pierwiastka lub jądra tego samego izotopu danego pierwiastka w innym stanie energetycznym.
Reakcje jądrowe można ogólnie podzielić na:
- reakcje syntezy, w których z jąder lżejszych powstają jądra o większej liczbie atomowej lub masowej
- reakcje rozpadu, gdy liczby atomowe lub masowe produktów reakcji są mniejsze niż substratów.

## Notacja
Przebieg reakcji jądrowych zapisuje się w postaci równań, podobnie jak przebieg reakcji chemicznych. Po lewej stronie są jądra i cząstki wchodzące do reakcji jako substraty, po prawej zaś występują produkty reakcji. Przykładowo, reakcję litu-6 z deuterem można zapisać następująco:
{\displaystyle \mathrm {^{6}Li\;+{}^{2}H\;\to \;{}^{4}He\;+{}^{4}He} }
Dodatkowo można zaznaczyć ilość energii wydzielonej w wyniku reakcji (w postaci energii fotonów lub energii kinetycznej produktów reakcji). Energia ta odpowiada deficytowi masy produktów i substratów. Przykładowo: reakcja syntezy jądra helu-3 z jąder deuteru i wodoru (jedna z reakcji zachodzących na Słońcu):
{\displaystyle \mathrm {^{2}H\;+{}^{1}H\;\to \;{}^{3}He+\gamma +5{,}49\;MeV} }
Zamiast korzystania z pełnego równania, jak pokazano powyżej, w wielu sytuacjach do opisu używa się bardziej skrótowego zapisu reakcji jądrowych w formie A(b,c)D, co jest równoznaczne równaniu A + b → c + D. Dla często występujących w reakcjach jądrowych cząstek stosowane są skróty:
- n (neutron),
- p (proton, jądro protu, wodoru-1 – 1H),
- d (deuteron, jądro deuteru – 2H),
- t (tryton, jądro trytu – 3H),
- α (cząstka alfa, jądro 4He),
- β− (cząstka beta minus, elektron),
- β+ (cząstka beta plus, pozyton),
- γ (foton promieniowania gamma) itp.

Reakcja przywołana na początku rozdziału może więc być zapisana w postaci:
{\displaystyle {}_{}^{6}{\hbox{Li}}({\hbox{d}},{\alpha }){\alpha }}
Ta forma notacji pozwala zapisać całą rodzinę reakcji jądrowych danego typu, np. reakcję strippingu (zdzierania), kiedy to np. deuteron padający na pewne jądro atomowe zostaje „obdarty” z jednego nukleonu, np. neutronu – proton wylatuje jako jeden z produktów reakcji; w skrócie jest to reakcja typu (d,p).

## Reakcje jądrowe w przyrodzie
Reakcje jądrowe są procesami powszechnymi w naturze. Synteza jądrowa zachodzi np. na masową skalę we wnętrzach gwiazd. Reakcje rozszczepienia, najczęściej inicjowane neutronami tła promieniowania mają miejsce w skorupie ziemskiej i w całym otoczeniu człowieka, w którym w niewielkiej ilości występują izotopy promieniotwórcze, oraz w atmosferze Ziemi – głównie na skutek oddziaływania promieniowania kosmicznego.

## Wymuszone reakcje jądrowe
Reakcję jądrową może wywołać oddziaływanie z inną cząstką, jądrem lub promieniowaniem. Procesowi temu towarzyszy powstawanie nowych jąder i innych cząstek. Duże znaczenie mają tzw. reakcje dwuciałowe, których schemat ma postać
{\displaystyle {\text{X}}+a\to {\text{Y}}+b}
gdzie X i Y są odpowiednio – jądrem początkowym i końcowym, natomiast a i b – innymi cząstkami. Szczególnym przypadkiem takiej reakcji jest zderzenie elastyczne
{\displaystyle {\text{X}}+a\to {\text{X}}+a}
w którym nie zmienia się energia kinetyczna układu jądro-cząstka (w ścisłym znaczeniu nie jest to wówczas przemiana jądrowa) oraz zderzenie niesprężyste
{\displaystyle {\text{X}}+a\to {\text{X}}^{*}+a}
w którym jądro końcowe znajduje się w stanie wzbudzonym.
Jeżeli reakcja jądrowa wywoływana jest przez kwant {\displaystyle \gamma ,} reakcję taką nazywa się fotojądrową
{\displaystyle {\text{X}}+\gamma \to {\text{Y}}+a}
Natomiast, gdy cząstka oddziałująca z jądrem łączy się z nim, a energia jest wypromieniowywana w postaci kwantu gamma
{\displaystyle {\text{X}}+a\to {\text{Y}}+\gamma }
wówczas mówi się o chwytaniu lub wychwycie radiacyjnym.
Tego typu reakcje mogą również występować w przyrodzie, mogą być również wywołane sztucznie dzięki strumieniom cząstek uzyskiwanym w reaktorach jądrowych lub akceleratorach.
Przemiany jądrowe mogą również mieć charakter wielociałowy, np. gdy na skutek oddziaływania z jakąś cząstką lub promieniowaniem jądro ulega rozpadowi na dwa lub więcej fragmentów, czemu towarzyszy emisja innych cząstek. Taki proces wymuszonego rozszczepienia jądra nosi nazwę spalacji.

## Historia
Odkrycie, że jądra mogą ulegać przemianom, oraz pierwsze badania tych przemian i opis reakcji jądrowych ludzkość zawdzięcza Ernestowi Rutherfordowi i Marii Skłodowskiej-Curie. Również Rutherford przeprowadził pierwszą wymuszoną reakcję jądrową w 1919 r. Bombardował on azot cząstkami α (jądrami helu), uzyskując w rezultacie jądra izotopu tlenu i protony (jądra wodoru):
{\displaystyle \;_{\;7}^{14}{\hbox{N}}+\alpha \to \;_{\;8}^{17}{\hbox{O}}+p}